# ユッタ・ウルピライネン
ユッタ・パウリーナ・ウルピライネン (Jutta Pauliina Urpilainen, 1975年8月4日 - )は、フィンランドの政治家。フィンランド社会民主党の最初の女性党首であり、2008年から2014年まで率いた。2011年から2014年までフィンランドの財務大臣を務め、フィンランド副首相であった。2019年12月1日、ウルズラ・フォン・デア・ライエン率いる欧州委員会の欧州協力開発担当委員に就任。

## 経歴
ウルピライネンは、フィンランドの 南ポフヤンマーの ラプアで、元政治家のカーリ・ウルピライネンの娘として生まれた。彼女はユヴァスキュラ大学で学び、2002年に教育学の修士号を取得した。彼女は議会に当選するまで学校の教師として働いた。

### 政治
ウルピライネンは2001年にフィンランドの欧州青年連盟の議長を務めた。彼女は2001年からコッコラ市議会のメンバーである。
ウルピライネンは、2003年の国政選挙から、ヴァーサ選挙区の議会の一員でした。議会では、教育文化委員会の委員であり、財務委員会の副メンバーでもあった。彼女は議会の仕事に加えて、フィンランド国際問題研究所の諮問委員会の委員でもあった。
ウルピライネンは2008年6月の社会民主党の党大会での党首選挙で、第2回投票で元外務大臣のエルッキ・トゥオミオヤを218票対132票で破り勝利し、彼女は副首相兼財務大臣であったエエーロ・ハイナルオーマの後任として32歳の最年少で党首に選出された。

### 財務大臣
2011議会選挙後に社会民主党は第二党になっている。ウルピライネンはユルキ・カタイネンが率いる内閣において財務大臣と副首相に任命された。彼女はまた財務大臣の立場で、2012年の北欧理事会の財務大臣会合の議長を務めた。
ウルピライネンは、2014年5月に開かれた社会民主党の党大会で党首として新たな任期を求めた。彼女は挑戦者のアンティ・リンネに257票対243票でわずかに敗北した。その後、6月にウルピライネンは財務大臣を辞任した。
2017年から2019年まで、ウルピライネンは外務大臣ティモ・ソイニの特別代表を務めた。

### 欧州委員会
2019年12月1日、欧州委員会の国際協力開発担当委員に就任した。
- メーデーに参加（2009年5月1日）
- アンティ・リンネ首相と（2019年11月18日）
- 米国のジャネット・イエレン財務長官と（2021年7月12日）
- サンナ・マリン首相と（2022年4月12日）

## 他の活動

### 欧州連合の組織
- 欧州投資銀行（EIB）、理事会の元役員（2011-2014）
- 欧州安定メカニズム（ESM）、理事会の元役員（2012-2014）[4]

### 国際組織
- 世界銀行とIMFの共同開発委員会の元メンバー（2013-2014）[5]

- 欧州復興開発銀行（EBRD）、理事会の元役員（2011-2014）
- 北欧投資銀行（NIB）理事会の元元役員（2011-2014）
- 多国間投資保証機関（MIGA）、世界銀行グループ、Ex-Officio理事会メンバー（2011-2014）
- 世界銀行、理事会の元理事（2011-2014）